# Azadi-toren
De Azadi-toren (Perzisch: برج آزادی, Borj-e Āzādi, vrijheidstoren) is een monument gelegen aan het Azadi-plein in de Iraanse hoofdstad Teheran.

## Beschrijving
Het gebouw was voorheen bekend als de Shahyad-toren en is een van de herkenningspunten die in Teheran is gelegen. De naam Šahyād betekent in het Perzisch 'gedenkteken van de Sjah' en werd gegeven ter ere van de Sjah. De toren maakt deel uit van het Azadi Culturele Complex, waarbij ook een ondergronds museum aanwezig is. De Azadi-toren is gelegen in het Westelijk deel van de stad en moet symbolisch de poort naar de westerse wereld voorstellen.
De Azadi-toren is 45 meter hoog en is bekleed met gehouwen marmer. Het bevat 8000 steenblokken afkomstig uit de provincie Isfahan, die onder toeziend oog van steenhouwer Ghaffar Davarpanah Varnosfaderani zijn aangebracht. De toren werd gefinancierd door 500 Iraanse industriëlen en kostte circa zes miljoen dollar.

## Geschiedenis
Tijdens de jaren 60 van de twintigste eeuw werd Iran een groot exportland van olie. Men wilde met de komst van welvaart het land industrialiseren en moderniseren.
De toren werd gebouwd in opdracht van Mohammad Reza Pahlavi, de laatste sjah van Iran (Perzië), ter gelegenheid van het 2500ste jaar van de oprichting van de keizerlijke staat Iran. De toenemende rijkdom van Iran leidde tot moderniseringsprogramma's en bracht de kunstindustrie in een renaissance-achtige periode.
De architect, Hossein Amanat, won in 1966 een wedstrijd en mocht het project ontwerpen. Amanat verhuisde in 1980 naar Canada en ontwierp meerdere bouwwerken, zoals de Bahai-tempel en meerdere religieuze gebouwen in de Verenigde Staten.
De Azadi-toren werd ingehuldigd op 16 oktober 1971, toen nog onder de naam Shahyad, en werd op 14 januari 1972 voor het publiek opengesteld.
Het bouwwerk is in 1979 hernoemd naar Azadi (vrijheid) na de gebeurtenissen van de Iraanse Revolutie.

## Galerij

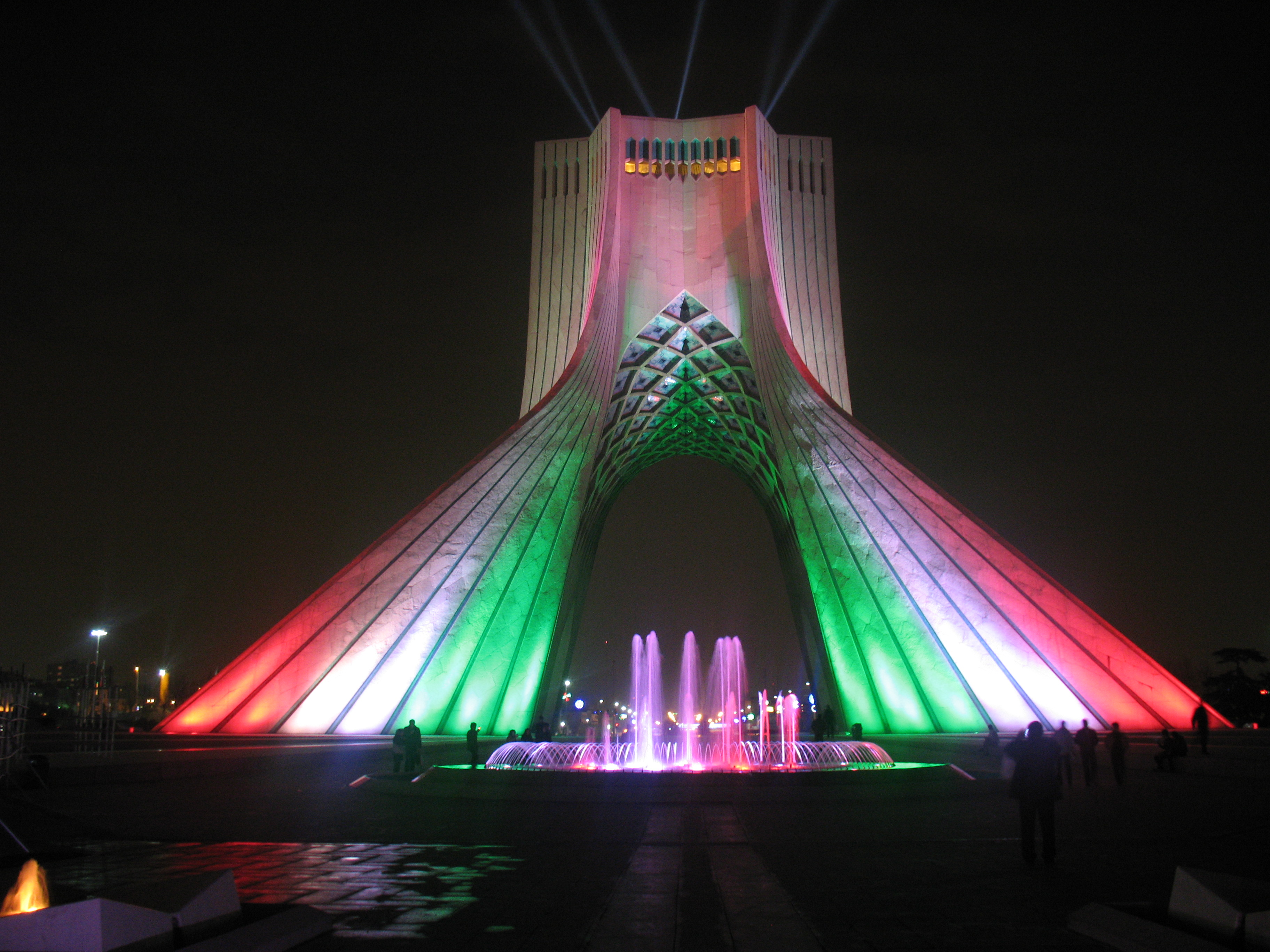
De toren in de kleuren van de Iraanse vlag
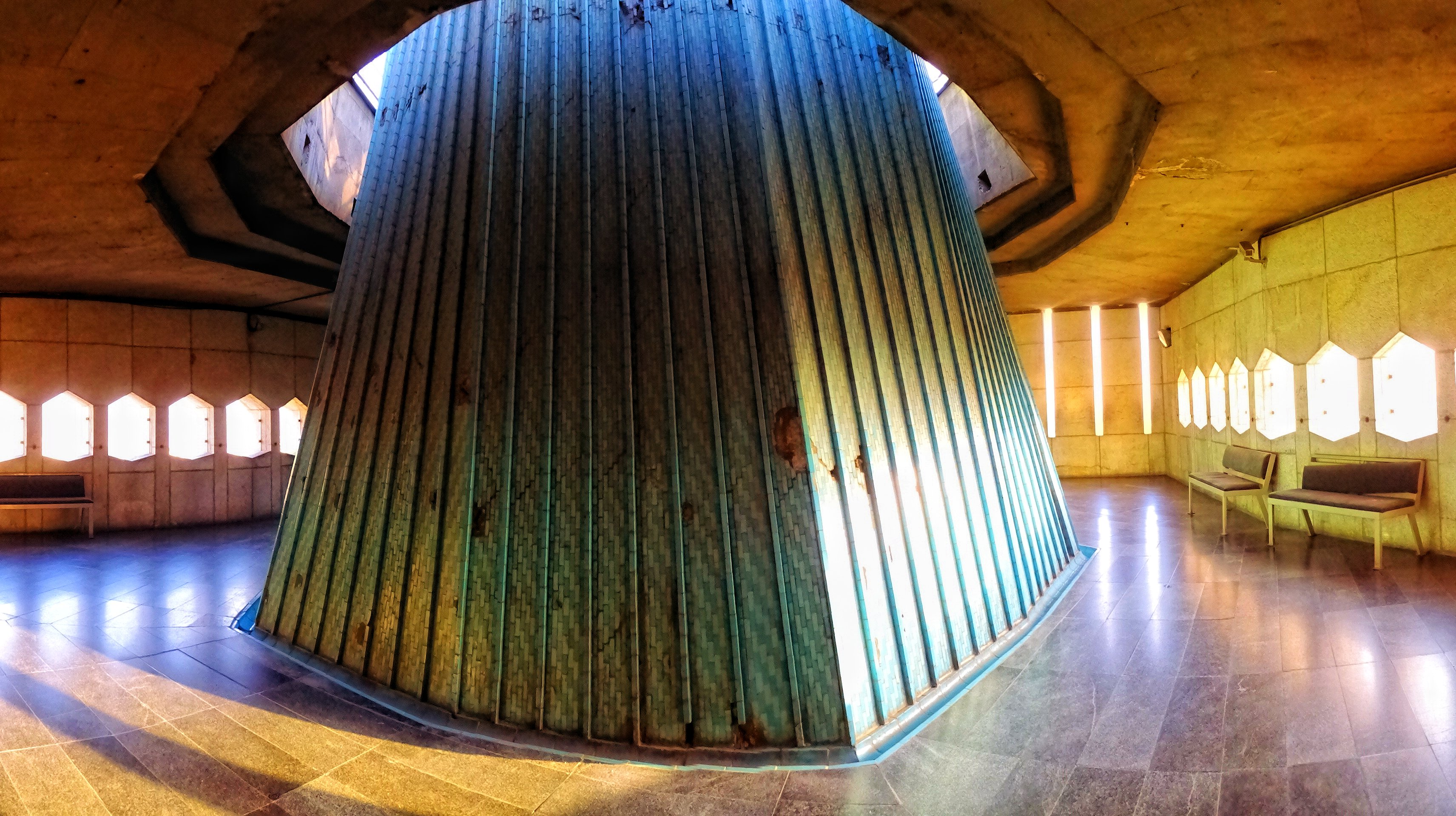
Het observatiedek in de top
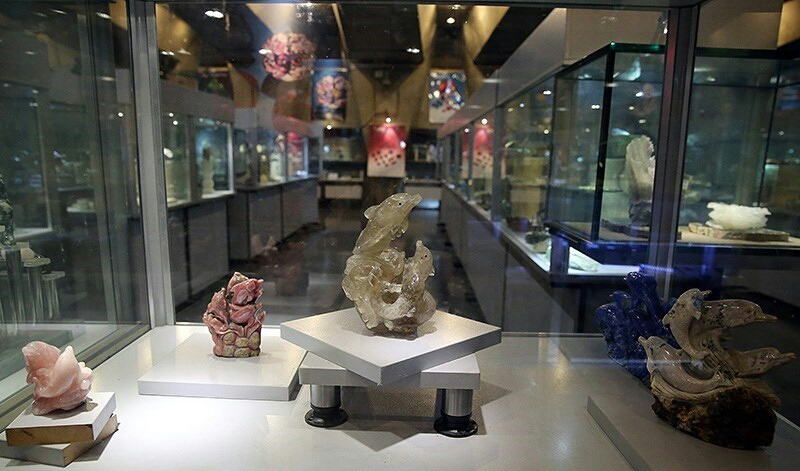
Binnenin het Azadi-museum